# Mjölsefalls herrgård

Mjölsefalls herrgård är en herrgård i Kinda kommun (Kisa socken) i Östergötlands län.

## Historia
Mjölsefalls herrgård ligger i Kisa socken i Kinda härad. Gården köptes 1629 av assessor Peder Mattsson Stiernfelt (död 1639) och ägdes därefter av hans måg, översten Claes Kugelhielm (död 1681), samt 1683 som säteri av tre allodialhemman av sonen Bengt Kugelhielm (död 1699). Den uppfördes 1687 som skattehemman och innehades av av Bengt Kugelhielms moster, Kristina Stiernfelt. År 1700 tillhörde gården C. Kugelhielm och 1726 som frälsehemman av generalmajoren Klas Gustaf von Dellwig som var gift med Katarina Kugelhielm. Gården såldes på 1750-talet som frälsesäteri till ryttmästaren Hans Paul Wetterstrand. Den ägdes 1783 av fru von Hempell, 1818 av kapten Ernst Fredrik Siösteen, 1825 och 1852 av hans döttrar. Bland döttrarna kan nämnas Katarina Charlotta Siösteen som var änka efter polismästaren Nils Henric Liljensparre. På 1850-tlaet och 1860-talet ägdes gårdens av doktor Edvard Goës. Den inköptes därefter av Mjölsefalls sågverks AB.